# دنبینا (شهرستان پرودنگک)
دنبینا (به لهستانی:  Dębina) یک روستا در لهستان است که در گمینا بیاوا (استان اوپوله) واقع شده‌است.